# Лордкипанидзе, Гурам Константинович
Гурам Константинович Лордкипанидзе (груз. გურამ ლორთქიფანიძე) — советский и грузинский актёр театра и кино, театральный режиссёр, лауреат Государственной премии Грузии за 2005 год.. Народный артист Грузинской ССР (1980).

## Биография
Родился и вырос в Тбилиси. В 1955 году окончил факультет журналистики Тбилисского государственного университета, а в 1969 году двухлетние сценарно-режиссерские курсы Всесоюзного института кинематографии. С 1949 по 1972 годы работал на киностудии «Грузия-фильм» актером и помощником режиссера. В 1972—1980 годах Лордкипанидзе работал режиссером на телевидении Грузинской ССР. С 1981 года и до конца жизни — режиссер на киностудии «Грузия-фильм».
Снимался во множестве советских и зарубежных фильмов. Самая знаменитая роль Гурама Лордкипанидзе — скульптор Агули Эристави из фильма Эльдара Шенгелая «Необыкновенная выставка» 1968 года.
Умер 6 января 2008 года от сердечного приступа в Тбилиси.

## Творчество

### Фильмография
- 1968 — Необыкновенная выставка — Агули Эристави, провинциальный скульптор
- 1971 — Я, следователь — Отар Абуладзе
- 1975 — Не верь, что меня больше нет — Гурам
- 1975 — Первая ласточка — Бежан
- 1976 — Настоящий тбилисец и другие — тбилисец, который любит футбол и застолья
- 1977 — Рача, любовь моя — Вано
- 1978 — Синема — Амберк, фотограф
- 1979 — Весенняя Олимпиада, или Начальник хора — мичман Капанадзе
- 1979 — Брак по-имеретински — гость
- 1980 — Письма с БАМа — Тамаз
- 1981 — Похищение века — Марио
- 1982 — Необыкновенный рейс — Бартоломео, инженер
- 1984 — Голубые горы, или Неправдоподобная история — Тенгиз
- 1984 — Проделки Скапена — Сильвестр, слуга Октава
- 1986 — Труженики моря — Тангруйль, рулевой на «Дюранде»
- 1987 — Хареба и Гоги — Роишвили, фотограф
- 1988 — Грациозо — Григорий Датешидзе, продавец хлеба
- 1989 — Майский снег — Сандро, друг Павла
- 1989 — Турандот — гость театра
- 1990 — Паспорт — сосед Яши Папашвили
- 1990 — Ох, этот ужасный, ужасный телевизор — Бено, подпольный букмекер
- 1990 — Спираль — эпизод
- 1993 — Леонардо — Тато
- 1996 — Водоворот — эпизод
- 1998 — Мой дорогой, любимый дедушка — Лаврентий, сотрудник НКВД

## Признание и награды
- 1980 — Народный артист Грузинской ССР
- 1999 — Почётный гражданин Тбилиси
- 2000 — Орден Чести
- 2005 — Государственная премия Грузии за роли в кино